# 征平・吉弥の土曜も全開!!
『征平・吉弥の土曜も全開!!』（しょうへい・きちやのどようもぜんかい）は、朝日放送ラジオ（ABCラジオ）で2007年4月7日から放送中の生ワイド番組である。
桑原征平（関西テレビ出身のフリーアナウンサー）および桂吉弥（落語家）の冠番組で、毎週土曜日の10:00 - 12:00（JST）に生放送。2015年5月2日の放送で通算400回、2017年4月8日の放送で10周年を迎えた。
なお、ABCラジオで全国高等学校野球選手権大会全国大会の試合を中継する期間中は、基本として放送を休止する。ただし、土曜日の中継カードの開始時刻が11:00以降に設定されている場合には、当該カードの中継開始直前まで短縮版を、さらに休養日に充てられる場合は通常版を放送することがある。

## 概要
オープニング曲には『ゴーゴー・キカイダー』（『人造人間キカイダー』主題歌）、ジングルには『ゲッターロボ!』（初代のオープニング曲で『ゲッターロボ』『ゲッターロボG』主題歌）、『ガッチャマンの歌』（『科学忍者隊ガッチャマン』主題歌）、『誰がために』（1979年版『サイボーグ009』主題歌）など、1970年代に放送された特撮やアニメのテレビ番組におけるテーマソングを採用。ただし本編では、原則として楽曲を流さない（アーティスト系のゲストを迎えた場合を除く）。
桑原がABCラジオの他番組で特別企画やキャンペーンを実施する場合には、当番組でも中継コーナーなどで協力している（後述）。また、年に数回のペースで、関西各地の施設から公開生放送を実施。かつては、3月に関西サイクルスポーツセンター、9月にスーパーマンダイから実施することが恒例になっていた。
2012年10月には、桑原のトークショーと、ABCラジオと縁の深い落語家（吉弥、桂米團治、桂ちょうばなど）による落語会の2部構成による番組主催・リスナー招待のイベントを大阪市内で開催した。以降も、関西地方を地盤とするスーパーマーケットとの共同企画として、落語会を主催している。さらに、2016年11月から2017年2月までは、キンレイとのコラボレーション企画で番組初のタイアップ商品「征平・吉弥の土曜も全開!! 牛すき焼うどん」を開発。完全受注生産商品として発売した（詳細後述）。
なお、放送開始から2017年9月30日放送分までは、基本として放送枠を10:00 - 12:15に編成していた。しかし、ABCラジオでは同年の10月改編で、日曜日の9:30 - 9:45に編成していた『おぎやはぎのクルマびいき』（TBSラジオ制作）の放送枠を土曜日の12:00 - 12:15へ移動。このため、当番組は同年10月7日放送分から、放送枠を15分短縮したうえで10:00 - 12:00に変更した。『おぎやはぎのクルマびいき』自体は2022年3月26日で終了したが、ABCラジオでは翌週（4月2日）から『島田秀平の開運ラジオ』（かしわプロダクションからの購入番組）→『辛坊治郎の万博ラジオ』（ABCラジオの自社制作による2023年1月1日放送の新春特別番組を同年4月からレギュラー化）を12:00 - 12:15に編成する一方で、当番組の放送枠を据え置いている。

## 出演者
- 桑原征平（パーソナリティ）
  - 2016年には、72歳の誕生日だった5月14日（土曜日）の当番組出演後に急性心筋梗塞を発症。同日中に緊急手術を受けて静養に入った[5]ため、21日放送分では関西テレビアナウンサー時代の後輩・梅田淳（フリーアナウンサー）がパーソナリティ代理を務めた。28日放送分から復帰。
  - 2018年には、12月1日（土曜日）の当番組出演後に急性肺炎で救急搬送。翌週に自宅での静養を求められたため、8日放送分では喜多ゆかり（ABCアナウンサー）がパーソナリティ代理を務めた。
  - 2020年1月11日放送分では、『感度良好!中野涼子です』（土曜日午後の生ワイド番組）のコーナー出演に向けて待機していた堀江政生（ABCアナウンサー）が、急遽パーソナリティ代理を務めた。インフルエンザへの感染によって自宅での静養を余儀なくされたことによる措置だが、オープニングにのみ、自宅から電話で出演している。翌週（18日放送分）からスタジオ出演を再開。復帰後は、同年の初頭から日本国内で新型コロナウイルス感染症（COVID-19）が流行していることを背景に、4月18日から5月23日まで自宅からスカイプ経由（いわゆる「リモート方式」）で全編に出演していた（当時毎週水・木曜日の午後にパーソナリティを務めていた『桑原征平粋も甘いも』と共通の暫定措置）[6]。
  - 2022年5月14日放送分は78歳の誕生日と重なったにもかかわらず、自宅から再びリモート方式で全編に出演した。同居中の家族がCOVID-19へ罹患したことに伴って、自身はPCR検査で陰性が確認されながら、所轄の保健所から「濃厚接触者」との指定を受けたことによる（同月11日放送分の『粋も甘いも』と共通の暫定措置）。
- 桂吉弥（パーソナリティ）
  - オープニングと11時台の『ABC天気予報』では、朝日放送と契約している気象予報士が作成した原稿を基に天気予報を伝える。
  - 2022年2月16日（水曜日）の『粋も甘いも』放送中に自宅から寄せたメッセージで、COVID-19へ感染したことを初めて公表するとともに、同月19日に予定していた当番組への出演を見合わせることを明かした。このため、19日放送分では番組のタイトルを変えない一方で、弟弟子の桂佐ん吉を桑原のパートナーに立てた。もっとも、感染に伴って生じた症状は軽く、2月26日放送分からスタジオへの出演を再開。
  - 2022年9月30日から毎週金曜日の午前中にABCラジオで『きっちり!まったり!桂吉弥です』のパーソナリティを務めているが、翌10月1日以降も当番組への出演を継続するため、放送上は同局が制作する生ワイド番組に2日連続で登場。
- 大西遙（舞夢プロ所属のフリーアナウンサー、2021年2月から「全開リポート」を担当）
- 小笠原皆香（おがさわら　みか：舞夢プロ所属のフリーアナウンサー、2021年3月20日放送分から大西と交互に「全開リポート」を担当）
- 角石美香（かどいし　みか：MARUZEN&ジュンク堂書店明石店副店長、「ブックブックこんにちは」に「ブックナビゲーター」として電話で出演）
  - ABCラジオでは、大阪本店の副店長→姫路店の店長時代にも、『武田和歌子のぴたっと。』（2020年10月1日終了）の火曜日で「週刊じょう本」というコーナーを担当していた。
- 山分ネルソン祥興（産婦人科医で「希咲クリニック」の院長）
  - 2024年4月13日から、月に1回のペースで「全開!!なるほどナビゲーター」（午前11時台のコーナー）に「ナビゲーター」として出演。
- 朝田夢子（サンテレビの元・契約アナウンサー、2024年10月19日から「全開リポート」を担当）
  - 2020年4月1日付でサンテレビと3年間の有期雇用契約を締結するまでは、桑原達秋（征平の長男）が当時在籍していた福井テレビでアナウンサーと報道記者を兼務していた。

### 以前の出演者
- 川田恵子（「全開ラジオショッピング」「土曜はお出かけ!わかやま全開!!」担当）
  - 当番組降板後の2013年11月16日に死去。
- 弓納持仁美（ゆみなもち ひとみ：気象予報士、『ABC天気予報』のみ出演）
  - 『桑原征平粋も甘いも』（以下『粋甘』と略記）木曜日の天気予報とともに、2010年後半から2012年5月まで担当していた。産前産後休暇を経て、2013年10月から当番組に復帰したが、2014年4月より出演しなくなった[7]。
- 梅本佳奈（気象予報士、『ABC天気予報』のみ出演）
  - 前身の『トヨタ街かどお天気交差点』時代から出演。2012年6月から2014年3月29日までは、『粋甘』木曜日の天気予報も担当していた。一時は当番組の担当から離れていたが、後任の弓納持の産休中に代役で復帰していた。
  - 当番組を含めて、担当番組では、趣味のパラグライダーにまつわる話題を盛り込むことが多い。現在は、当番組向けに天気予報の原稿を作成するほか、桑原が出演しないABCラジオの番組で天気予報を担当している。
- 吉田裕一（気象予報士、『ABC天気予報』のみ出演）
  - 梅本が弓納持の代役として出演してから、レギュラー出演を再開するまで担当。ただし、梅本がレギュラーに復帰した後も、不定期で代役を務めることがあった。2014年4月3日から、『粋甘』木曜日の天気予報で桑原と再び共演。
- 中野加奈子（「全開リポート」担当）
  - 当番組を降板した後に、2014年3月1日から2016年12月31日まで、放送時間が当番組の大半と重なる『ありがとう浜村淳です土曜日です』（MBSラジオ）でアシスタントを務めていた[8]。アシスタントを退いてからも、当番組に復帰していない。
- 福島有紀（「全開リポート」担当）
- 塩田えみ（「土曜も健康 パワー全開」担当）
  - ABCラジオと朝日放送本社エリア内「堂島クロスウォーク」の飲食店によるコラボレーション企画と連動する格好で、桑原・吉弥とも企画に参加した飲食店からのリポートに専念する場合には、全編にわたってスタジオ進行を担当した。
  - ABCラジオの番組では、2018年1月から、『with you』水曜深夜（木曜早朝）分のパーソナリティとしてレギュラー出演を再開。2020年10月からは、『ウラのウラまで浦川です』（水・木曜分を『粋甘』に続いて放送する生ワイド番組）の木曜分で、浦川泰幸（朝日放送テレビアナウンサー）のパートナーも務める。
- 鶴渕さやか（「全開リポート」担当）
  - 福井放送・沖縄テレビのアナウンサーを経て、フリーアナウンサー転身後の2014年3月1日放送分から、福島の後任として出演。当初はリポートを中野と分担していたが、中野が降板してからは単独でリポーターを務めた。2018年度からフリーアナウンサーとしての活動拠点を関西から東京へ移すことに伴って、2018年3月17日放送分で降板。
- 弘松優衣（「全開リポート」担当）
  - 石川テレビのアナウンサーを経て、フリーアナウンサー転身直後の2018年4月21日放送分から[9]2019年3月23日放送分まで出演。
- 宮脇美咲（「全開リポート」担当）
  - NHK福岡放送局の元・契約キャスターで、オフィスキイワード所属のフリーアナウンサーに転身直後の2019年4月6日放送分から[10]同年9月28日放送分まで出演。降板後に、オフィスキイワードから生島企画室（現在のFIRST AGENT）へ移籍している。
- 久保恵佳（くぼ あやか：「全開リポート」担当）
  - 福島中央テレビの元・アナウンサーおよびNHK甲府放送局の元・契約キャスターで、オフィスキイワード所属のフリーアナウンサー。2019年10月5日放送分から2021年2月まで出演していた[11]。
- 播戸竜二（Jリーグ特任理事、「えらいこっちゃサッカー」）
  - ガンバ大阪・セレッソ大阪・ヴィッセル神戸などのJリーグクラブでFWとして活躍した元・選手で、「えらいこっちゃサッカー」の放送期間中（2020年4月4日 - 9月26日）にレギュラーで出演。
  - 当番組でのキャッチフレーズは、苗字（播戸）にちなんで「バンバンバンバン播戸竜二」。桑原からは、兵庫県姫路市（市立琴丘高等学校）の出身であることにちなんで、「歩く姫路城」「こっとん」などと呼ばれていた。
  - 当初は「えらいこっちゃサッカー」にのみ電話で出演していたが、後にスタジオへ随時登場。登場日のスケジュールによっては、後続のリスナー投稿企画「お怒り体験!アングリーバボー」にも同席することがあった。
  - 2021年4月3日からは、当番組の終了後（12:30 - 13:00）に放送される『播戸竜二のバン!バン!バン!』（事前収録番組）のパーソナリティを担当。「バンバンバンバン播戸竜二」を、自己紹介のフレーズに用いている。

## 主なコーナー
オープニングトーク終了後と11時・12時の時報明けに『ABCニュース』、10時台後半と11時台前半に『ABC交通情報』を内包。2009年6月までは、11時台の天気予報枠を、梅本による街頭からの生中継（同年3月までは「トヨタ街かどお天気交差点」）に充てていた。

放送開始15周年を迎えた2022年4月から2023年3月までは、番組内でCMの前後に流れるジングルを「15周年記念バージョン」に変更しているほか、記念企画を随時実施していた。
『今週のフォトトーク』
- 2022年4月2日からオープニングパート内で放送。桑原・吉弥が放送週内に私物のスマートフォンで撮影した画像から1枚ずつ選んだうえで、撮影時のエピソードを語り合う。取り上げられた画像は、twitter上の番組公式アカウントでも公開。

『えらいこっちゃニュース』
- ABCテレビで平日に放送している『報道ステーション』で2011年3月まで流れていた初代のテーマソング（松永貴志・矢野沙織「Open Mind」）をBGMに、放送直前までに報じられた1週間のニュースについてトークを展開。新聞やスポーツ紙に掲載されたニュースを取り上げることが多い。なお、2016年10月から11月末までは、「征平・吉弥の土曜も全開!! 牛すき焼うどん」に関する情報を冒頭で紹介していた。
- 2011年から2017年8月5日までは、『えらいこっちゃニュース2』を11時台（当初は前半、2014年4月5日以降は11:30前後）に放送。放送日直近の新聞やスポーツ紙から、スポーツ関連の話題を2～3本紹介していた。
- 2017年8月26日放送分からは、『お怒り体験!アングリーバボー』（詳細後述）を11:30前後に放送する関係で、『えらいこっちゃニュース』に再び集約。スポーツ関連の話題については、基本としてオープニングトークや『えらいこっちゃニュース』で取り上げている。ただし、2020年10月3月放送分から一時、『えらいこっちゃスポーツ』を11時台の前半に別途編成していた。

『どっちがそそるでSHOW』または『なにがそそるでSHOW なにそそ7』
- 番組開始当初から続いているリスナー参加の投票コーナー。当番組のPRを目的に朝日放送ラジオで流れているスポットCMでは、桑原と吉弥がこの事実やコーナーの概要を思わせぶりなやり取りで紹介するバージョンも作られていて、2021年頃から頻繁に放送されている。
  - 番組開始から2014年1月18日放送分までは『どっちがそそるでSHOW』のみ、同月25日からは『なにそそ7』を主に放送。ただし、公開生放送を実施する場合や、放送時間を短縮する場合には休止する。
- 『どっちがそそるでSHOW』『なにそそ7』とも、桑原・吉弥が週替わりのテーマに応じて「候補」を選んだうえで、放送中にそれぞれの「候補」に対する投票を電子メールとFAXで受付。エンディングで「候補」ごとの票数を発表することによって、票数に応じて勝敗を決める[13]。なお、票数の多い「候補」に投票したリスナーには、抽選で番組からテーマにちなんだプレゼント（2018年9月まで）→商品券を進呈。メールやFAXを利用できないリスナーに向けては、放送当日の結果を記入したハガキの郵送を条件に、ハガキ限定のプレゼントも用意している（翌週放送の当コーナー冒頭で当選者を発表）。
  - 『どっちがそそるでSHOW』は、放送上「どちそそ」と略されることが多く、本田美奈子の楽曲『Sosotte』のサビをテーマ曲に使用。最近のニュースや季節の話題などを基に、「～と言えば○○」といった共通のテーマを毎回設定したうえで、そのテーマから心をそそられる言葉を桑原・吉弥が「候補者」に選ぶ。
  - 『なにそそ7』では、タイトルを「なにそそセブン」と読ませることにちなんで、『ウルトラセブンの歌』の冒頭部分をテーマ曲に使用。桑原・吉弥の見解や関心に関係なく、テーマに応じたリスナー向けのフリー解答のアンケートでトップ7を決定する。桑原・吉弥は「リスナーからの回答が最も多い」と予想される選択肢を「候補」に選ぶため、アンケートで1位にならなくても、一方の「候補」が投票数でもう一方の「候補」より上位に達せば「勝利」として扱う。
- いずれの企画でも、「候補」を発表する前には、前回の放送分で「勝利」を収めたパーソナリティが番組スタッフの用意した瓶入りの精力増進系ドリンクを飲む儀式を敢行。飲み干した後の瓶に息を吹きかけて「ホッホー」という音を鳴らすことも慣例と化している。桑原が自宅からスカイプ経由で出演していた時期にも、前週の対決で勝利した場合には、自宅でこの儀式に臨んでいた。
  - 『征平・吉弥の土曜も全開!!』のtwitter公式アカウントでは、以上の慣例にちなんで、2020年1月4日から一時「全開的!ホッホー選手権!!」というオリジナル動画の投稿企画を開催。（空き瓶を含む）道具で「ホッホー」という音を鳴らしている姿を映した動画に「#ホッホー」というハッシュタグを付けることを条件に、twitterのユーザーから投稿を受け付けているほか、（当時『粋も甘いも』で桑原のパートナーを務めていた小川恵理子・永田まりなど）ABCラジオ他番組のレギュラー出演者による「ホッホーチャレンジ動画」も随時公開している。
- 当番組の公式サイトには、「どちそそ・漢（おとこ）の奇跡」と称して、当番組および両企画の放送回数、過去の対決テーマ、過去の対戦成績を公開している。両企画での対決が400回[14]に達した2015年8月22日時点での通算成績は、桑原・吉弥とも200勝[1]。ただし、桑原か吉弥が休演した場合には代演者が参加するため、代演者が記録した勝敗も通算成績に含まれている。
- 2015年から2017年までの「ABCラジオ　やったるDAYS→スペシャルウィーク」期間中の放送では、年に1回のペースで、事前収録による桑原・吉弥の対決企画を実施。エンディングまで結果を伏せたまま収録音源を流すとともに、対決の勝者をリスナーに予想させていた。
  - 2015年12月12日には、「どちそそ・冬の陣～どっちが勝てるでSHOW～」と称して、71歳の桑原と44歳の吉弥（年齢はいずれも放送時点）による50m自由形のタイムトライアル（同月9日の『桑原征平粋も甘いも』終了後に京都府長岡京市の長岡スイミングスクール[15]内プールで実施）の収録音源（実況・中邨雄二）を流しながら、リスナーに勝敗を予想させた[16]。学生時代に競泳や水球の選手として活躍した桑原に対して、小学校時代にスイミングクラブへ通っていた吉弥が同年10月24日の放送中に思わず「50mぐらいの距離を真剣に水泳で戦ったら（今の桑原に）勝てる」と発言したことから、番組史上初の対決に至った。その結果、36秒37を記録した桑原が、37秒50の吉弥に勝利した[17]。
  - 2016年6月18日には、「どちそそ・夏の陣～征平・吉弥 種[18]飛ばし対決 どっちが勝つでSHOW～」と称して、同月7日[19]にラジオ第1スタジオで収録した音源（実況・中邨雄二）を流しながら、リスナーに勝敗を予想させた[20]。その結果、2投合計18.10m（ビワ9.80m、アボカド8.30m）の桑原が、2投合計13.64m（コンビニエンスストアで買ってきたお手頃価格の梅干し5.94m、サクランボ7.70m）の吉弥に勝利した[21]。
  - 2017年12月15日には、「どちそそ・ツヤツヤの艶男（つやおとこ）はどっち? そそる三番勝負」（同年11月から3週にわたって実施してきた対決企画シリーズ）の最終企画として、同月12日の『桑原征平粋も甘いも』終了後に長岡スイミングスクールで「50mバタ足タイムトライアル」を収録[22]（実況・中邨雄二）。2015年の「どちそそ・冬の陣」と同じ方法で、収録音源を流しながら、リスナーに勝敗を予想させた[16]。桑原・吉弥ともシリーズ通算1勝1敗[23]でタイムトライアルに臨んだところ、48秒22を記録した吉弥が、50秒11の桑原に勝利。その結果、シリーズ通算で吉弥の2勝1敗に至ったため、吉弥が「艶男」に認定された。
- 2020年8月からは、『なにがそそるでSHOW7 スパイシー』という派生企画を随時放送。この企画を放送する場合には、桂紗綾（朝日放送テレビアナウンサー）が艶っぽい声で「スパイシー」と囁いた音源をタイトルコールに続いて流すほか、桑原・吉弥曰く「スパイシーなテーマ」（世相や男女関係にまつわる問題）の選択肢でリスナーに勝敗を予想させる。
- 2021年には、7にちなんだ節目（朝日放送の開局70周年、桑原の77歳の誕生日＝5月14日、当番組の通算700回＝6月12日頃）を相次いで迎えたことを背景に、5月1日から6月12日まで7週連続で「どちそそ7番勝負」を放送。当番組のスタッフや、朝日放送ラジオ他番組のパーソナリティから週替わりで出される「お題」で、桑原と吉弥が対決していた。過去の対決企画と違って、一部の対決はtwitter公式アカウントからの配信動画と連動していたが、結果は4勝3敗で吉弥が勝利[24]。

『全開リポート』（リポーターによるスタジオの外からの生中継）または『全開マジリポート』（桑原・吉弥によるスタジオでの試食企画）
- 番組開始から主に『全開リポート』を編成。2014年の途中から一時『全開マジリポート』が主体になっていたが、新型コロナウイルス感染症の流行が日本国内で始まった2020年以降は、感染拡大防止策の一環で事実上休止している。
- 『全開リポート』の場合には、オープニングで『太陽戦隊サンバルカン』（の主題歌）に似せた曲[25]を放送。公開生放送の際には、放送する施設の内部から中継したり、桑原がリポートに加わったりすることがある。11時台に2回放送していた時期（2014年3月29日放送分まで）には、2人の女性リポーターを起用したうえで、時間帯に応じて別々のリポーターが中継に登場していた。
  - 2008年から2016年までは、『粋甘』とサークルKサンクスのコラボレーション企画で「桑原征平人生劇場 思い出の○○弁当」→「桑原征平の粋甘食堂」を発売する期間中に、関西地区にある同チェーン加盟店の店頭から弁当の評判や売り上げ状況を伝えていた。また、「征平・吉弥の土曜も全開!! 牛すき焼うどん」の販売期間中も、関連するリポートを組み込んでいた。
- 『全開リポート』などで使用する朝日放送ラジオの中継車に2022年秋からパナソニック オートモーティブシステムズ製の「Strada」（カーナビゲーションデバイス）が搭載されたことを受けて、同年11月5日から12月31日までは『全開リポート』の構成を暫定的に変更。『どっちがそそるでSHOW』（または『なにそそ7』）の直前にミニ中継枠を新設したうえで、当日のリポーターが「今朝は大阪・福島の朝日放送（本社）から、中継車に搭載したパナソニックの最新型カーナビ『Strada』に道案内されて○○（中継先）まで来ています」と紹介するようになった。さらに、本編の中継枠を11:40頃へ移動させるとともに、11時台の「ABC交通情報」を内包。パナソニック オートモーティブシステムズ社が「パナソニック　オートモーティブ」という名義で交通情報のスポンサーへ付くとともに、交通情報に続いて、『全開リポート』のリポーターが中継先から「Strada」の機能や特徴を改めて紹介していた。ただし、「パナソニック オートモーティブ」がスポンサーから外れた2023年1月以降の放送では、このような構成や紹介が為されていない。
- 2014年5月から試験的に始まった『全開マジリポート』は、生中継ではなく、全編スタジオから放送。テーマ曲は『ペガサス幻想』（『聖闘士星矢』初代主題歌）。『1008 大喜利大作戦!!』と同じく、伊藤および後任のスタッフが桑原・吉弥に指示を出す。
  - 桑原・吉弥は、スタッフによってメーカー名・品名・ブランド名を伏せられた新発売の商品（1種類の飲食物）を、制限時間（1分間）以内に試食。コーナータイトルの「マジ（本気）」に違わぬ率直な感想を述べ合ったうえで、その商品を「Good」か「Bad」で評価する。2人揃って「Good」と評価した場合には、「good vibrations」（The Beach Boys）のサビを合図に、スタッフが当該商品のメーカー名・品名・ブランド名を明かしたうえで、特徴などをさらに詳しく紹介。1人でも「Bad」と評価した場合には、「Bad」（マイケル・ジャクソン）のサビを合図に、当該商品の名前を一切伏せたままコーナーを終了する。

『なるほど!全開ナビゲーター』（2023年4月1日から11時台「ABC天気予報」の直後に放送）
- 前月（2023年3月）まで『ブックブックこんにちは』というタイトルで放送されていたMARUZEN&ジュンク堂書店からの書籍紹介企画と、『もっと!ハット!ポッドキャスト!』（いずれも後述）などで放送されていたニュース解説企画を内包。「ブックナビゲーター」の角石が勤務先（ジュンク堂書店明石店）から電話、朝日新聞大阪本社の編集委員・記者がスタジオへ週替わりで出演する。
  - 『ブックブックこんにちは』は、2021年4月10日から2023年3月25日まで、11時台「ABC天気予報」の直後→11:20頃に放送。「ブックナビゲーター」の角石が、放送週におけるMARUZEN&ジュンク堂書店の売上ランキングで「ベスト5」に入った「ブック」（単行本）からリスナーが週末を過ごすうえでお供になりそうな1冊を推薦したうえで、希望するリスナーから推薦書を毎週抽選で3名に進呈している。「ベスト5」の紹介を吉弥が担当。
  - 以上の内容は『なるほど!全開ナビゲーター』への内包後も変わっていないが、『ブックブックこんにちは』時代には、「THE NEVER ENDING STORY」（リマールが歌った映画『ネバーエンディング・ストーリー』のテーマソング）をオープニングテーマ曲に採用していた。ちなみに、「ブックブックこんにちは」とは、かつて日本テレビの制作で全国に放送されていたワイドショーの『ルックルックこんにちは』（桑原が関西テレビからフジテレビへ出向していた時期に総合司会を務めていた『おはよう!ナイスデイ』の裏番組で、関西地方では読売テレビで放送）にちなんでいて、角石が出演するイベントのタイトルにも使われている。
  - 『ブックブックこんにちは』は基本として毎週放送されていたため、2021年4月3日まで同じ時間帯で放送されていた『全開ホメ道場』（詳細後述）は、『全開リポート』の放送枠（11:20頃から10分程度編成）へ移動。『全開リポート』と交互に編成されるようになった。『全開ホメ道場』の休止に伴って、同年10月2日からは、『全開ホメ道場』の放送枠を引き継いでいた。

『お怒り体験!アングリーバボー』（2017年8月26日から放送）
- 2017年8月5日まで『えらいこっちゃニュース2』を編成していた11:30前後に放送。コーナータイトルは、『奇跡体験!アンビリバボー』（フジテレビ制作の全国ネット番組、関西地方では桑原の古巣・関西テレビで放送）をベースに、「怒り」を意味する英語の“Angry”（アングリー）を重ねている。
- 「放送週の日常生活で怒りを感じた出来事」を桑原と吉弥が交互に言い合いながら、その中で明かした怒りの程度を、「ほたるまち秘密クラブ」と称する番組スタッフがドラを鳴らしながら3段階（大怒り・中怒り・小怒り）で評価することが特徴。『1008 大喜利大作戦!!』と同じく、「ほたるまち秘密クラブ」の声には、ボイスチェンジャーを使用している。ただし、「怒るに値しない」と判断した場合には、ドラではなく鐘（チューブラーベル）の音に続いて「え?それって怒ることですか?」というメッセージが流れる。
- 播戸が当コーナーまで同席する週には、個人的に怒っていることを播戸も披露。もっとも、播戸曰く「2019年限りでサッカーの現役生活を引退してからは怒ることがあまりない」とのことで、実際には現役時代のエピソードを交えることが多かった。
- コーナーの冒頭には、「BATTLE WITHOUT HONOR OR HUMANITY」（映画「キル・ビル」のテーマ）を放送。怒りの内容に入る時、ゴングが鳴って「FIGHT!」と掛け声が流れる。コーナーの後半には、リスナーから寄せられた怒りのメッセージを桑原や吉弥が代弁したうえで、「ほたるまち秘密クラブ」の評価を仰ぐ。
- 村主康瑞（中山寺塔頭総持院住職、桑原が客員教授を務める種智院大学の総長）をゲストに迎える場合には、上記の趣向から一転して、「怒り」に関する村主の説話でコーナーの全編を構成する。
- 当番組の放送回数が概算で700回に到達した2021年6月12日は、「ABCラジオ　リスナー大感謝まつり」の期間中唯一の放送日であったことから、『伝説体験!鶴光でおま』という特別企画を編成。桑原との親交が深く、通常は東京を拠点に活動している落語家の笑福亭鶴光が電話で出演するとともに、Wikipediaなどでまことしやかに伝えられている「伝説」の真相を語っていた。

## 不定期コーナー
『全開ホメ道場』（2020年10月3日から2021年9月25日まではレギュラーで放送）
- 『お怒り体験!アングリーバボー』とは逆に、「褒め言葉」に特化したリスナー投稿企画。「ホメ道場の弟子」こと吉弥が発表する月替わりのお題（シチュエーション）に見合った褒め言葉をリスナーから募集したうえで、寄せられた褒め言葉の一部を、「師範（ホメ上手十段）」と称する桑原が判定する。最後に、紹介した褒め言葉から1つの作品を、桑原の独断で「段位昇格候補」に選ぶ。
- 「道場」という設定にちなんで、テーマソングには『柔道一直線』テレビドラマ版の主題歌（桜木健一）を使用。寄せられた褒め言葉を発表する前には、「お題」にちなんだ寸劇（吉弥の弟子や番組スタッフが出演）を収録した音源が流れる。
- 毎月最終週の放送では、その月の「段位昇格候補」を対象に、桑原が優秀作を決定。該当する褒め言葉を投稿したリスナー1名には、桑原から段位を認定するとともに、現金3,000円を贈呈する。
- 『全開リポート』を放送する週には、2021年3月27日放送分まで『えらいこっちゃスポーツ』の放送枠に編成。スポーツ関連の話題を『えらいこっちゃニュース』でまとめて伝えていた。翌4月から『ブックブックこんにちは』が毎週編成されることに伴って、『全開リポート』と交互に放送されていた。同年9月25日でいったん終了したが、桑原は「師範」の立場から、今後の復活に含みを残している。

## 過去のコーナー
『タイムマシンニュース』
- 番組開始から少しの間10時台後半に放送されていた。過去のニュースを振り返り、思い出などを2人がしゃべり倒す。

『オネエにおまかせ 私たちが教えてア・ゲ・ル』
- 番組開始から2008年の途中まで、11時半前後にレギュラーで放送されたお悩み相談コーナー。桑原扮する「征平ママ」と、吉弥演じる「吉弥子」がラウンジを経営するとの設定で、リスナーから寄せられた悩みに答えていた。レギュラーでの放送終了後でも、公開生放送の際に、桑原・吉弥が女装する形で復活することがある。
- このコーナーで悩みのメッセージを紹介されたリスナーには、「オネエの扇子」を進呈。ただし、大量に作り過ぎたため、在庫が無くなるまで他のリスナー参加コーナーのプレゼントにも回していた。

『お悩みロッキー』
- 2008年途中から2010年1月9日まで放送された"新感覚"のお悩み相談コーナー。リスナーから寄せられた悩みから、毎回3題を紹介。タイトルにちなんで、映画『ロッキー』で使われた楽曲（「ロッキーのテーマ」など）をBGMに採用していた。
- 桑原は「征平ロッキー」、吉弥は「エイドリアン吉弥」として登場。「エイドリアン吉弥」がお題を読み上げた後に、「征平ロッキー」が自分なりの解決策を出す。その後、スタッフが1題ごとに、解決策の妥当性を判断。妥当であれば“You!Rocky win!”のメッセージと喝采、的外れであればブーイングの効果音が流れた。
- 2009年11月頃からは、番組スタッフの判断で、ブーイングが2回以上流れれば「征平ロッキー」が引退する趣向に変更。同年の最終放送日である12月26日でブーイングが2回流れたため、2010年最初の放送（1月9日）の『お悩みロッキー　ザ・ファイナル』をもってコーナーを終了した。
- 『粋甘』の水曜日では、コーナー終了後の2014年9月から一時、「征平のパパパパーン」（14時台中盤のコーナー）で月に1回『食パンロッキー』（食パンに合うレシピに関するリスナー対決企画）を放送。コーナーのBGMや、「征平ロッキー」のキャラクターなどを事実上引き継いでいた。

『土曜はお出かけ!わかやま全開!!』
- 番組途中から2011年の初めまで、11:10頃から10分程度放送されていた観光情報コーナー。同県内自治体（または観光協会）の担当者と電話をつなぎながら、週末の観光情報やお勧めの観光スポットを紹介した。
- 放送週によっては、上記の担当者が電話で出演する代わりに、川田がスタジオから和歌山県内のイベントを紹介・報告していた。

『土曜も健康!パワー全開!!』
- 健康食品の紹介を兼ねた健康情報コーナーで、当コーナーのみ塩田がプレゼンターとして出演。塩田が出演できない週に、永倉由季が代役を務めたこともあった。番組開始から2014年3月29日まで11時台の後半に放送。

『1008 大喜利大作戦!!』
- 『007』と『スパイ大作戦』にちなんだ[26]リスナー参加の大喜利コーナーで、2010年1月16日から断続的に放送。"1008"（ABCラジオのAM周波数）を「ワン・ダブル・オー・エイト」と読ませる。2014年3月29日放送分までは、11時台の後半に放送されていた。2014年4月5日放送分から、放送枠を11時台の前半に移動。
- 2014年8月2日まで伊藤仁美ディレクター→3代目プロデューサー（AMC所属、同年6月から朝日放送の管理業務センターへ異動）[27]が扮するキャラクター"ITO"（アイ・ティー・オー）が、独特の素人口調で桑原・吉弥に指示を出した。
  - "ITO"が毎回出すミッションに対して、リスナーから答えを募集。桑原が扮する「ショーヘイ・ボンド」と、吉弥が扮するボンドガール「キッチーニャ」が、翌週の放送でその答えを紹介する。"ITO"は、答えを紹介するたびに、その面白さを判定。ワルサーを思わせるピストルの発砲音[28]の数によって、3段階で評価する。なお、3回続けて発砲音が流れた場合には、該当する答えを送ったリスナーに商品券を進呈する。
  - ミッションクリアの場合には、"ITO"が独特の声色で「おめでとう!ショーヘイ・ボンド。見事にミッションクリアーよ♥（以下略）」と告げた後に、次回のお題を発表する。コーナー開始当初は『ようこそ!伊藤史隆です』を前枠に放送していた関係で、この場合にのみ伊藤史隆（朝日放送アナウンサー）が"ITO"の役柄を担っていた。逆に、ミッションのクリアに至らなかった場合には、"ITO"の声で「残念だ!ショーヘイ・ボンド。（中略） 来週もこの任務を続行してくれ」というメッセージが流れる。なお、いずれのメッセージも、『スパイ大作戦』を真似た台詞（「なお、このテープは3秒後に自動で消滅する」）で締めくくられている。
  - 2012年9月にプラネットバルンから桑原の著書「3019桑原征平」を発売した直後には、当コーナーのテイストで"ITO"が同書を売り込む趣旨のスポットCMが、ABCラジオで連日放送された。
- 伊藤仁美は、2014年6月の人事異動で当番組の担当を外れてからも"ITO"として声の出演を続けていた。同年8月23日の放送から、"ITO"という呼称を"ボス"に変更。変更の当初はボイスチェンジャーで声色を変えた男性（おそらく後任プロデューサーの岡本安広）の声を"ボス"に当てていた[29]が、ボイスチェンジャーで声色を変えた女性（岡本の後任ディレクター・中川さよ子[30]）の声に再び変更されている。
- 2020年3月28日放送分で「全開的プチセレブな桃太郎さん　どんなお話?」というミッションのクリアが認められた直後に、当企画をいったん終了することが、"ボス"から桑原・吉弥に突然通告された。ちなみに、当コーナーの放送枠を引き継いだ『えらいこっちゃサッカー』では、SBIいきいき少額短期保険が単独でコーナースポンサーに付いている。
- 新型コロナウイルス感染拡大の影響で『全開リポート』や『全開マジリポート』を放送できなくなったため、2020年4月18日放送分から両コーナーの放送枠で暫定的に復活。桑原も、自宅からの生中継で参加していた。桑原がスタジオへの出演を再開した同年5月29日放送分以降も、9月26日放送分まで『全開マジリポート』の代替企画扱いで継続（『全開リポート』は同年7月11日放送分から再開）。
  - 2020年6月13日放送分では、当コーナーに代わって、前述した対決企画を「全開大相撲　夏場所　紙相撲3番勝負」として2年半振りに復活。「しこ名」と「入門を希望する部屋名」（「征平部屋」か「吉弥部屋」）を明記することを条件に、リスナーから「力士」（縦5cm×横5cmまでの紙を2つに折って製作した力士人形）入りの封筒を郵送で受け付けたうえで、抽選に残った6体の「力士」を用いて中邨の実況による3番勝負方式で勝敗を決めた（結果は2勝1敗で「吉弥部屋」の勝利）。なお、放送中には「タニマチ」（どちらかの「部屋」を支持するリスナー）の勝敗予想企画も実施。「吉弥部屋」の勝利を予想した「タニマチ」から、抽選で3名に（1名当たり）3,000円分の商品券を贈呈した。

『桑原征平生前葬 昇天（特番）へのカウントダウン』
- 桑原が2019年の誕生日で75歳、同年6月でABCラジオでのパーソナリティ生活15年、同年8月でアナウンサー生活50年を相次いで迎えることにちなんで、同年9月13日（金曜日）[31]に2部構成の有料イベントとしてあましんアルカイックホール・オクト（兵庫県尼崎市）で開催した「桑原征平生前葬～甦生（よみがえり）の儀～」と連動したコーナー。当番組と『桑原征平粋も甘いも』の合同プロジェクトとして開催したため、『粋も甘いも』では生前葬プロジェクトを最初に発表した6月26日（水曜日）から水・木曜日の14:30前後、当番組では同年6月29日から11:30前後に放送していた[32]。
- 生前葬直前（当番組では2019年9月7日放送分）までのコーナータイトルは『桑原征平生前葬 昇天へのカウントダウン』で、プロジェクトの進捗状況や決定事項を、桑原自身が随時発表。また、生前葬の企画や招待客などに関するリクエストを、リスナーから募集していた。
- 2019年の8月中旬までに「桑原征平生前葬」のチケットが昼夜の部とも完売したことから、同月24日（『粋も甘いも』では21日＝水曜日）放送分からは、「弔電グランプリ」を開催。「生前葬に向けて桑原に弔電を贈る」という設定の下に、リスナーから桑原へのメッセージを募集したうえで、その一部を紹介していた。
- 生前葬のダイジェスト番組（特番）がABCラジオで2019年9月29日（日曜日）の19:00 - 21:00に放送されることが決まったため、生前葬の翌日（同月14日放送分）からは、コーナー名を『桑原征平生前葬 昇天特番へのカウントダウン』に変更。この特番で「弔電グランプリ」を決定することから、コーナーの放送期間を特番の直前（当番組では特番の前日＝9月28日）まで延長したうえで、「弔電」の募集や紹介を続けていた。

『えらいこっちゃサッカー』
- サッカー関連の話題に特化したコーナーで、2020年4月4日から9月26日まで11時台の前半に放送。コーナーの前半では、関西地方に本拠地を置くJリーグクラブを中心に、放送前週までのサッカー界における主な動向を紹介していた。また、サッカーに関する質問をリスナーから募集。コーナーの後半には、サッカーへの関心も高い吉弥と、電話かスタジオに出演する播戸の間で質疑応答を展開していた。
- 当コーナーの放送期間中には、前述したように、SBIいきいき少額短期保険が単独でスポンサーに付いていた。奇しくも、「サッカー関係者のセカンドキャリア」を主なテーマに2021年4月から放送されている『播戸竜二のバン!バン!バン!』は、同業他社のDMM少額短期保険（提供クレジット上の呼称は「DMMほけん」）による単独提供番組でもある。『播戸竜二のバン!バン!バン!』は当番組の終了30分後（12:30）から放送されるため、初回放送日の2021年4月3日には、播戸が同番組のPRを兼ねて『お怒り体験!アングリーバボー』へ登場していた。

『もっと!ハッと!ポッドキャスト』
- 『桂吉弥の夕刊探検隊』（ABCラジオの事前収録番組）の制作にも関わっている朝日新聞大阪本社からの協力を背景に、2021年10月2日から11時台「ABC天気予報」の直後に放送。朝日新聞社が運営している「朝日新聞ポッドキャスト」（ポッドキャストを利用した無料登録制の音声記事配信サービスで吉弥も利用中）で配信済みの記事から1本について、配信音源の一部を流しながら、週替わりでスタジオに出演する大阪本社編集局の代表者（編集局長補佐の塩谷祐一など）の解説を交えて紹介する。
- ABCラジオの番組では初めてポットキャスト向けの音声コンテンツと連動した企画で、当番組プロデューサーの戸谷公一（とや　こういち）から朝日新聞大阪本社への提案をきっかけに実現。戸谷によれば、「男同士の井戸端会議のような番組だから、関心事を深く取材した人（朝日新聞社の記者）の話を聞きたかった」とのことで、コーナー全体を収録した音源も放送翌週金曜日の17:00から「朝日新聞ポッドキャスト」で配信している[33]。
- 2022年3月26日までは毎週放送されていたが、翌4月から月1回（毎月最終週）の放送に変更。このような変更に伴って、当コーナーを放送する週には『ブックブックこんにちは』を休止していた。
- コーナーとしては2023年3月24日で放送を終了したものの、当番組と朝日新聞ポッドキャストのコラボレーション企画自体は継続。同月30日（木曜日）には、当コーナーへの出演経験を持つ記者から3名（塩谷）を交えての有料公開イベント「もっと!ハッと!ぶっちゃけNIGHT!」を朝日新聞大阪本社内のアサコムホールで18:15から開催した。このイベントでは、会場での観覧チケット（100枚）が早々に完売したものの、会場動画の有料ライブ配信を「TIGHT」で実施。「TIGHT」のアカウント登録者には、アーカイブ動画を3月31日（金曜日）の午後から4月5日（木曜日）まで公開している。

## 特別企画・特別番組

### 特別企画
- 「ABCラジオ やったるDAYS」期間中の2016年12月17日には、「ミステリーラジオ」と銘打って放送。通常の放送とは明らかに異なる要素（ミステリー）を3つ[34]盛り込んだうえで、「ミステリー」を伏せたまま、すべての「ミステリー」および放送時刻を当てさせるクイズをリスナーに出題した。なお、桑原・吉弥によるミス（言い間違いや原稿の読み間違いなど）は「ミステリー」から除外。また、クイズの正解者から、抽選で3名に1万円相当のギフトカードを進呈している。
- 2021年2月27日（土曜日）には、当番組史上初のオンラインイベントとして、『キンレイpresents 征平・吉弥の土曜の夜も全開‼︎』を本番終了後の18:00から開催。事前の申し込みを条件に、当番組のリスナーから100名をオンライン上に「招待」したほか、招待者にはキンレイから「お水のいらないラーメン」が無料で届けられた。

### 特別番組
- 2015年1月1日（木曜日）5:00 - 11:00には、当番組から派生した『征平・吉弥のお正月も全開!!』を、「2015年新春スーパーワイド」の第1部扱いで放送した。
  - 当番組からは『えらいこっちゃニュース』『えらいこっちゃニュース 2』『どっちがそそるでSHOW』『なにそそ7』を実施したほか、『夜は、おととも』『もうすぐ夜明けABC』の生放送を終えたばかりの高野あさおが、『高野あさおの週刊・おーmyとーく!』でミキサーを務めるスタッフ"O女史"と共に初詣スポットをリポート。また吉弥の弟子である桂弥太郎が、永田まり（永田宅が最初の訪問先だった）のサポートを受けながら道上洋三宅などを訪問。9:35頃には第2部『浦川泰幸・小川恵理子のワンニャンリクエスト』を控えた小川と（小川より少し遅れて）浦川が出演した。
  - エンディングで桑原から"重大発表"があると事前に告知されており、その内容を予想するメールも募集した。そしてエンディングでは、3月15日に万博記念公園で開催の「ABCラジオ スプリングフェスタ2015」で桑原が「公開断髪式」を行ない、頭を丸刈りにすることを発表した。
- 2015年11月15日（日曜日）には、「創立65周年記念 ABCラジオまつり2015」の公開生放送企画として、"征平ファミリー"と森脇健児（『よなよな…』月曜日より）が出演の『征平・吉弥の万博でも全開!!』を11:00 - 11:55に放送した[35]。
- また、『お正月も全開!!』については、2016年も1月1日（金曜日）の5:00 - 11:00に放送。前年の出演者に加えて、小川も出演した。
  - 同年は高野と弥太郎が桑原宅前からABC社屋まで歩きながらリポートを展開。永田・小川は『どちそそ』の2本目として正月料理対決を行ない（永田は京風雑煮とブリ大根、小川はミートボールと紅白なます）、永田が勝利した。
- 2017年の1月1日には、『お正月も全開!!』を放送しなかった。これは通常10:00まで『ABCニュース&天気予報』以外の生放送番組を編成しない日曜日と重なったことによる。
- 2018年1月1日（月曜日）には、「2018年新春スーパーワイド」の第1部として、5:00 - 10:00に『征平・吉弥の元旦も全開!!』を放送。『えらいこっちゃニュース』『えらいこっちゃニュース 2』『どっちがそそるでSHOW』『なにそそ7』『1008 大喜利大作戦!!』を組み込んだほか、永田・小川・高野&安井ゆたか・道上が電話で出演、桑原の孫3人（通称「柿内パンティーブラザーズ」）と第2部『明けましてCheers!～2017年ABCラジオで流れた曲BEST30～』を控えたたつを&小塚舞子がスタジオに出演した。ちなみに高野は、水曜日の深夜（木曜日の未明）にパーソナリティを務めていた『夜は、おととも』『もうすぐ夜明けABC』が前年12月29日（金曜日）深夜放送分で終了したため、両番組の最終日パーソナリティだった安井との2人旅でローマに滞在していた。
- ABCラジオで他の生ワイド番組を担当する朝日放送テレビアナウンサー（芦沢誠→浦川泰幸）を「新春スーパーワイド第1部」のパーソナリティに起用している2019年から2021年までは、前年末に『征平・吉弥のお正月も全開!!』を収録したうえで、1月2日か3日の午後（文化放送の制作による箱根駅伝実況中継の同時ネット終了直後）に55分番組として放送していた。1月3日に放送された2019年には谷口真由美（出演時点では『伊藤史隆のラジオノオト』金曜日のパートナー）、2020年には村主、1月2日に放送された2021年には播戸がゲストで出演。2022年には放送枠を90分に拡大する一方で、『DMMほけんpresents　竜二・征平・吉弥のお正月も全開!バン!バン!バン!』（当番組と『播戸竜二のバン!バン!バン!』の合同特別番組）として、1月1日（土曜日）の午後（12:30 - 14:00）に放送した[36]。
- 2024年1月1日（月曜日）には、『征平・吉弥の元旦も全開!!』を、「2024年新春スーパーワイド」の第1部（5:00 - 9:00）として6年振りに生放送。朝日放送ラジオの他番組から鈴木淳史（『真夜中のカルチャーBOY』パーソナリティ）と中西正男（『ウラのウラまで浦川です』木曜分のレギュラー出演者）をゲストに迎えたほか、桑原に対する鈴木の「インタビュー部屋」（『真夜中のカルチャーBOY』の看板企画である1対1方式のインタビュー）が生放送に組み込まれていた。

### コラボレーション商品の開発・発売
2016年に、キンレイによる完全受注生産製品として、同社とのコラボレーションによる「征平・吉弥の土曜も全開!! 牛すき焼うどん」を開発。4食セット（2,980円）および8食セット（4,780円、いずれも送料・消費税を含めた価格）を、キンレイ公式サイトおよび電話による通信販売限定で、11月5日（土曜日）から同月28日（月曜日）まで予約を受け付けていた。また、淺尾武史（「ジャイアン」という愛称で知られる朝日放送の社員・元ラジオ局プロデューサー）の作詩と作曲・吉弥の歌唱・桑原の合いの手によるキャンペーンソング「あなたと食べたいすき焼うどん」、ABCラジオ・関西ローカル限定放送のスポットCM、吉弥・桑原の出演によるプロモーションビデオを制作した。
なお、2016年10月29日（土曜日）・30日（日曜日）には、キンレイ公式サイト・各日300セット限定で先行予約を受け付けていた。
2017年1月7日（土曜日）から、先着2万食限定で通信販売を再開。キンレイ公式サイトで注文した場合には、「牛すき焼うどん」に加えて、抽選で他の同社製冷凍食品を無料で1食分同梱するという特典を付けていた。1月14日には、予約受付会や吉弥による「プレミアムライブ」を兼ねた当番組の公開生放送を、朝日放送本社のエントランスで実施。11時台前半に放送されたプレミアムライブでは、吉弥が「あなたと食べたいすき焼うどん」と「二人のすきやき」（再発売を記念して淺尾が作ったキャンペーンソングの第2弾）を披露した。その結果、1月26日（木曜日）の『粋甘』放送中に、2万食を完売したことが発表された。結局、販売期間を終了するまで、15万食を売り上げている。

## 番組グッズ
- 以前は、番組のロゴが入ったステッカーを、投稿したメッセージが放送中に紹介されたリスナーや公開生放送への観覧参加者にプレゼント。その後は、「うすうす」と称するクリアファイルを長らく進呈していた。
- 2016年8月からは、「うすうす」に代わって、「いぼいぼ」と称するグッズをリスナーへ進呈している。
- 2019年6月の「ABCラジオ　スペシャルウィーク」からは、桑原・吉弥の顔写真をボクシングのタイトルマッチ風にあしらったTシャツをグッズに追加。「スペシャルウィーク」期間中の同月15日に万博記念公園で実施した公開生放送では、「自分で最も気に入っているTシャツを着る」という条件で観覧に参加したリスナーを前に、2人とも前述のTシャツを着用しながら進行した。さらに、本番の終了後に桑原とのジャンケン大会を開いたうえで、最後まで勝ち残った観覧客にTシャツを進呈した。当番組がこのようにTシャツへこだわるようになった理由は、桑原・吉弥が私物のTシャツを週替わりで着用している姿を本番前に撮影した動画（通称「Tシャツ動画」）を、同年4月から12月まで当番組の告知を兼ねてABCラジオのtwitter公式アカウントから毎週（通算45本）配信していたことによる。